# Jindřich Lefl z Lažan
Jindřich Lefl z Lažan a Bechyně (2. polovina 14. století – 1. listopadu 1420) byl polsko-český šlechtic a válečník, zakladatel rodu Bechyňů z Lažan. Zpočátku husitského hnutí byl příznivcem Jana Husa, kterému poskytl azyl na svém hradě Krakovci. Po vypuknutí husitských válek se pak účastnil se bojů proti husitům a v listopadu 1420 zahynul na následky zranění v bitvě pod Vyšehradem.

## Životopis

### Mládí

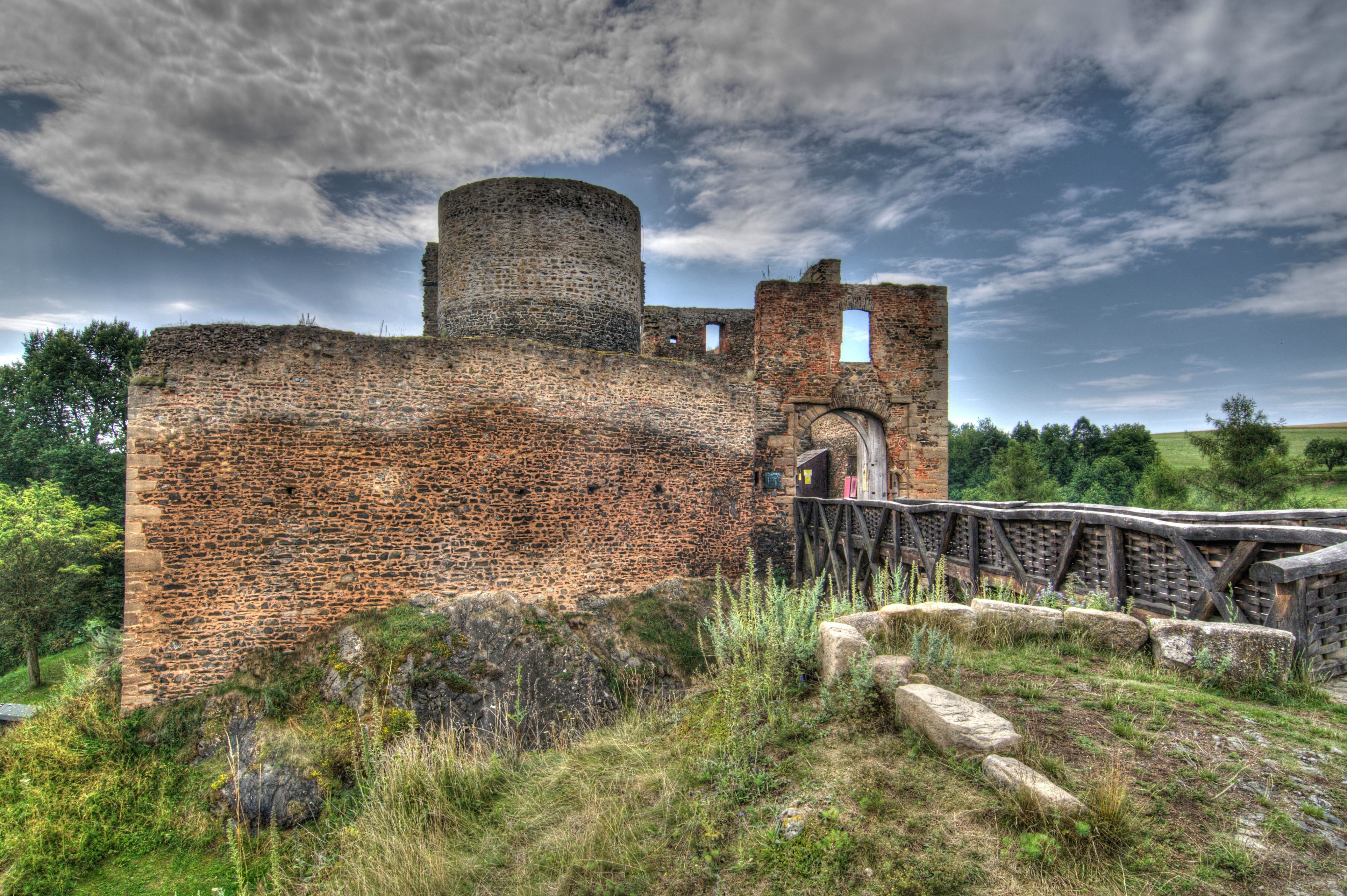
Zřícenina hradu Krakovec poblíž Rakovníka

Pocházel ze slezského Svídnického knížectví,se v Čechách usadil na počátku 15. století, rod byl příbuzný s Žejdlici ze Šenfeldu. Jindřich Lefl (původně ze Seidlitz) byl synem Kunzela ze Seidlitz, který působil na dvoře Karla IV. Jindřich pak působil jako důvěrník a komoří krále Václava IV. Postavení u dvora umožnilo Jindřichovi zakoupit mnohé statky, mj. roku 1410 hrad Krakovec s panstvím za 2500 kop od Jíry z Roztok. Stál na straně stoupenců reformace a na hradě Krakovci hostil Jana Husa před odjezdem do Kostnice. V roce 1414 obdržel pak Bechyňské panství, po tamním hradu si jeho potomci upravili rodové jméno. Spolu s Mikešem Divůčkem z Jemniště pak v Husův prospěch vyjednával s Václavem IV. Za podporu Husa byl žalován u papeže Jana XXIII., aby byl spolu s dalšími dvěma sympatizujícími šlechtici na Václavově dvoře, Vokem z Valdštejna, a Janem Sádlem ze Smilkova, souzen před papežskou stolici.
Po Husově upálení v Kostnici roku 1415 prokázal svou ideově nestálou povahu. Nejprve stranil králi, později Husovi, po vypuknutí husitských válek se následně přidal na stranu Václavova bratra Zikmunda Lucemburského.

### Úmrtí
Se svou družinou se 1. listopadu 1420 se po boku české a moravské šlechty zúčastnil bitvy pod Vyšehradem, kde byl smrtelně zraněn. U jeho úmrtního lože měl potom paradoxem osudu stát kališnický kněz.

### Rodina
Se svou manželkou měli dva syny, kteří se dožili dospělosti, Hynka a Jana. Hynkovi připadl hrad a panství Krakovec a Janovi panství Bechyně. Po bratrově smrti vysoudil Jan Krakovecké panství, jež v roce 1437 prodal za 2500 kop grošů, a mezi lety 1440 až 1445 svá panství rozšířil o podolskou část Rataje, která byla po jeho smrti roku 1477 rozdělena mezi jeho tři syny. Vnuci Jindřich Burian, Václav a Oldřich pak panství prodali pánům ze Šternberka.